# Prats-de-Carlux
Prats-de-Carlux – miejscowość i gmina we Francji, w regionie Nowa Akwitania, w departamencie Dordogne.
Według danych na rok 1990 gminę zamieszkiwało 420 osób, a gęstość zaludnienia wynosiła 32 osób/km² (wśród 2290 gmin Akwitanii Prats-de-Carlux plasuje się na 775. miejscu pod względem liczby ludności, natomiast pod względem powierzchni na miejscu 871.).